# Kernel Nutt Wins a Wife
Kernel Nutt Wins a Wife è un cortometraggio muto del 1916 diretto da C.J. Williams.
Secondo episodio della serie Vitagraph di Kernel Nutt.

## Produzione
Il film fu prodotto dalla Vitagraph Company of America.

## Distribuzione
Distribuito dalla V-L-S-E, il film - un cortometraggio in una bobina - uscì nelle sale cinematografiche statunitensi il 22 maggio 1916.